# Nagroda IIFA za Najlepszą Rolę Negatywną
Nagroda IIFA za Najlepszą Rolę Negatywną to jedna z nagród indyjskiego kina w języku hindi, forma Nagrody International Indian Film Akademy. Nominacji dokonują osobistości kina bollywoodzkiego, a wyboru drogą internetową widzowie z całego świata.

## Lista zwycięzców
| Jahr | Darsteller       | Film                    |
| ---- | ---------------- | ----------------------- |
| 2000 | Naseeruddin Shah | Sarfarosh               |
| 2001 | Sushant Singh    | Jungle                  |
| 2002 | Akshay Kumar     | Ajnabee                 |
| 2003 | Akshaye Khanna   | Humraaz                 |
| 2004 | Feroz Khan       | Janasheen               |
| 2005 | John Abraham     | Dhoom                   |
| 2006 | Nana Patekar     | Apaharan                |
| 2007 | Saif Ali Khan    | Omkara                  |
| 2008 | Vivek Oberoi     | Shootout at Lokhandwala |